# Particule virale
Les particules virales sont des entités biologiques appartenant au règne des virus. Ce sont des formes virales libres, extracellulaires, capables d'infecter un nouvel hôte et d'y initier leur réplication sans virus assistant,.
On connaît quatre sortes de particules virales :
- les virions, des virus dotés d'une capside ;
- les virus acapsidés[3], des séquences nucléotidiques codantes mais nues, tout en restant infectieuses telles quelles[4],[5],[6] ;
- les viroïdes, des agents infectieux autonomes constitué d'un nucléotide nu mais n'encodant aucune protéine, tout en ayant des effets assimilables à ceux des virus ;
- les obélisques, des particules virales similaire aux viroïdes mais codant des protéines, découverts chez l'Homme en janvier 2024.

Il est courant d'effectuer en laboratoire le titrage en particules virales d'un milieu liquide (virémie).